# 魏森多夫 (巴伐利亚州)
魏森多尔夫是德国巴伐利亚州的一个市镇。总面积36.76平方公里，总人口6281人，其中男性3095人，女性3186人（2011年12月31日），人口密度171人/平方公里。